# Кінний спорт на літніх Олімпійських іграх 1984
Змагання з кінного спорту на літніх Олімпійських іграх 1984 у Лос-Анджелесі тривали з 29 липня до 12 серпня на Іподромі Санта-Аніта і Fairbanks Ranch Country Club (змагання на витривалість). В програмі було три види кінного спорту: виїздка, триборство і конкур. Кожен з них поділявся на індивідуальні та командні змагання, тобто загалом розіграно 6 комплектів нагород.
Через бойкот Олімпійських ігор з боку східного блоку, туди не поїхали представники СРСР та його сателітів.

## Медальний залік
| Дисципліни               | Золото | Срібло | Бронза |
| ------------------------ | --- | --- | --- |
| Індивідуальна виїздка    | Райнер Клімке і Ahlerich (FRG)                                                                                   | Анне Ґрете Єнсен і Marzog (DEN)                                                                                                   | Отто Гофер і Limandus (SUI)                                                                                        |
| Командна виїздка         | ФРН (FRG) Райнер Клімке і Ahlerich Уве Зауер і Montevideo Герберт Круґ і Muscadeur                               | Швейцарія (SUI) Отто Гофер і Limandus Крістін Штюкельберґер і Tansanit Амі-Катерін де Барі і Aintree                              | Швеція (SWE) Улла Гоканссон і Flamingo Луїзе Натгорст і Inferno Інґамай Бюлунд і Aleks                             |
| Індивідуальне триборство | Марк Тодд і Charisma (NZL)                                                                                       | Карен Стівс і Ben Arthur (USA) | Вірджинія Голґейт і Priceless (GBR)                                                                                |
| Командне триборство      | США (USA) Майкл Пламб і Blue Stone Карен Стівс і Ben Arthur Торранс Флейшманн і Finvarra Брюс Девідсон і JJ Babu | Велика Британія (GBR) Вірджинія Ленг і Priceless Ієн Старк і Oxford Blue Діана Клафем і Windjammer Люсінда Ґрін і Regal Realm     | ФРН (FRG) Беттіна Овереш і Peacetime Буркгард Тесдорпф і Freedom Клаус Ергорн і Fair Lady Дітмар Гоґрефе і Foliant |
| Індивідуальний конкур    | Джозеф Фарґіс і Touch of Class (USA)                                                                             | Конрад Гомфелд і Abdullah (USA)                                                                                                   | Гайді Роббіані і Jessica V (SUI)                                                                                   |
| Командний конкур         | США (USA) Джозеф Фарґіс і Touch of Class Конрад Гомфелд і Abdullah Леслі Говард і Albany Мелані Сміт і Calypso   | Велика Британія (GBR) Майкл Вітекер і Overton Amanda Джон Вітекер і Ryan's Son Стівен Сміт і Shining Example Тімоті Грабб і Linky | ФРН (FRG) Пауль Шокемеле і Deister Петер Лютер і Livius Франке Слотгак і Farmer Фріц Ліґґес і Ramzes               |

## Таблиця медалей
| Місце               | Країна                | Золото | Срібло | Бронза | Загалом |
| ------------------- | --------------------- | ------ | ------ | ------ | ------- |
| 1                   | США (USA)             | 3      | 2      | 0      | 5       |
| 2                   | ФРН (FRG)             | 2      | 0      | 2      | 4       |
| 3                   | Нова Зеландія (NZL)   | 1      | 0      | 0      | 1       |
| 4                   | Велика Британія (GBR) | 0      | 2      | 1      | 3       |
| 5                   | Швейцарія (SUI)       | 0      | 1      | 2      | 3       |
| 6                   | Данія (DEN)           | 0      | 1      | 0      | 1       |
| 7                   | Швеція (SWE)          | 0      | 0      | 1      | 1       |
| Загалом (7 збірних) | Загалом (7 збірних)   | 6      | 6      | 6      | 18      |